# Bernd Diener
Bernd Diener (ur. 19 czerwca 1959 w Gengenbach) – niemiecki żużlowiec, występujący również na długim torze i na trawie.

## Życiorys
Dwukrotny medalista indywidualnych mistrzostw świata na długim torze: srebrny (1996) oraz brązowy (2004); dwukrotny złoty medalista drużynowych mistrzostw świata na długim torze (2008, 2012); trzykrotny medalista indywidualnych mistrzostw Europy na torze trawiastym: złoty (1999), srebrny (1995) oraz brązowy (2004); trzynastokrotny medalista indywidualnych mistrzostw Niemiec na długim torze: złoty (2000), pięciokrotnie srebrny (1998, 2006, 2010, 2015, 2017) oraz siedmiokrotnie brązowy (1995, 1996, 2005, 2008, 2014, 2016, 2018).